# Grace Bullen
Grace Jacob Bullen (Ghinda, Eritrea, 7 de febrero de 1997) es una deportista noruega que compite en lucha libre.
Participó en los Juegos Olímpicos de París 2024, obteniendo una medalla de bronce en la categoría de 62 kg.
Ganó dos medallas en el Campeonato Mundial de Lucha, en los años 2022 y 2023, y seis medallas en el Campeonato Europeo de Lucha entre los años 2016 y 2025. En los Juegos Europeos de Bakú 2015 obtuvo una medalla de bronce en la categoría de 58 kg.

## Palmarés internacional
| Juegos Olímpicos   | Juegos Olímpicos        | Juegos Olímpicos  | Juegos Olímpicos |
| Año                | Lugar                   | Medalla           | Categoría        |
| ------------------ | ----------------------- | ----------------- | ---------------- |
| 2024               | París (Francia)         | Medalla de bronce | 62 kg            |
| Campeonato Mundial |                         |                   |                  |
| Año                | Lugar                   | Medalla           | Categoría        |
| 2022               | Belgrado (Serbia)       | Medalla de plata  | 59 kg            |
| 2023               | Belgrado (Serbia)       | Medalla de bronce | 62 kg            |
| Juegos Europeos    |                         |                   |                  |
| Año                | Lugar                   | Medalla           | Categoría        |
| 2015               | Bakú (Azerbaiyán)       | Medalla de bronce | 58 kg            |
| Campeonato Europeo |                         |                   |                  |
| Año                | Lugar                   | Medalla           | Categoría        |
| 2016               | Riga (Letonia)          | Medalla de plata  | 58 kg            |
| 2017               | Novi Sad (Serbia)       | Medalla de oro    | 58 kg            |
| 2020               | Roma (Italia)           | Medalla de oro    | 57 kg            |
| 2023               | Zagreb (Croacia)        | Medalla de plata  | 62 kg            |
| 2024               | Bucarest (Rumania)      | Medalla de oro    | 62 kg            |
| 2025               | Bratislava (Eslovaquia) | Medalla de oro    | 65 kg            |